# (17734) Boole
(17734) Boole  es un asteroide perteneciente al cinturón de asteroides, descubierto el 22 de enero de 1998 por Paul G. Comba desde el Observatorio de Prescott, en Estados Unidos.

## Designación y nombre
Boole se designó inicialmente como 1998 BW3.
Más adelante fue nombrado en honor al matemático y lógico británico  George Boole (1815-1864).

## Características orbitales
Boole orbita a una distancia media del Sol de 2,4091 ua, pudiendo acercarse hasta 2,1654 ua y alejarse hasta 2,6527 ua. Tiene una excentricidad de 0,1011 y una inclinación orbital de 2,1064° grados. Emplea en completar una órbita alrededor del Sol 1365 días.

## Características físicas
Su magnitud absoluta es 15,8. Tiene 4,017 km de diámetro. Su albedo se estima en 0,057.